# Sde Cvi
Sde Cvi (hebrejsky שְׂדֵה צְבִי, doslova „Cviho pole“, v oficiálním přepisu do angličtiny Sede Zevi, přepisováno též Sde Tzvi) je vesnice typu mošav v Izraeli, v Jižním distriktu, v Oblastní radě Merchavim.

## Geografie
Leží v nadmořské výšce 205 metrů v severozápadní části pouště Negev; v oblasti která byla od 2. poloviny 20. století intenzivně zúrodňována a zavlažována a ztratila částečně charakter pouštní krajiny. Jde o zemědělsky obdělávaný pás navazující na pobřežní nížinu.
Obec se nachází 26 kilometrů od břehu Středozemního moře, cca 70 kilometrů jihojihozápadně od centra Tel Avivu, cca 62 kilometrů jihozápadně od historického jádra Jeruzalému a 24 kilometrů severozápadně od města Beerševa. Sde Cvi obývají Židé, přičemž osídlení v tomto regionu je etnicky převážně židovské. Zhruba 6 kilometrů východním a jihovýchodním směrem ale začínají pouštní oblasti Negevu se silným zastoupením arabské (respektive beduínské) populace, zejména lidnaté město Rahat.
Sde Cvi je na dopravní síť napojen pomocí lokální silnice 293.

## Dějiny
Sde Cvi byl založen v roce 1953. Zakladateli bylo deset židovských rodin ze severní Afriky, které inspirovala výzva tehdejšího premiéra Davida ben Guriona, aby obyvatelé měst přispěli k osídlení venkova. Odešli proto z Jeruzalému a zapojili se do hnutí me-ha-Ir le-kfar (מהעיר לכפר) – „Z města na vesnici“. Z těchto zakladatelů zde ovšem počátkem 21. století žily už jen dvě rodiny. V roce 1956 se k nim přidala skupina třiceti rodin židovských imigrantů z Maroka. Mošav je pojmenován podle Cviho Hirschfelda, sionistického aktivisty, který se podílel mimo jiné na založení nedaleké vesnice Ruchama, což byla v 1. polovině 20. století jedna z prvních židovských osad v Negevu, a který měl podíl i na vzniku mošavu Sde Cvi.
Místní ekonomika je zčásti založena na zemědělství (zejména pěstování zeleniny ve skleníkách), v kterém působí osm místních rodin. Většina obyvatel pracuje v jiných sektorech, mnozí za prací dojíždějí mimo mošav. V obci je k dispozici obchod se smíšeným zbožím, synagoga, mikve, sportovní areály a společenské centrum. Plánuje se zřízení mateřské školy. Správní území vesnice měří 4 000 dunamů (4 kilometry čtvereční). Vesnice prochází od roku 2000 stavební expanzí, v jejímž rámci tu bylo nabízeno 41 stavebních pozemků. Další fáze se plánují.

## Demografie
Obyvatelstvo mošavu je smíšené, tedy sestávající ze sekulárních i nábožensky orientovaných lidí. Podle údajů z roku 2014 tvořili naprostou většinu obyvatel v Sde Cvi Židé (včetně statistické kategorie "ostatní", která zahrnuje nearabské obyvatele židovského původu ale bez formální příslušnosti k židovskému náboženství).
Jde o menší obec vesnického typu s dlouhodobě rostoucí populací. K 31. prosinci 2014 zde žilo 567 lidí. Během roku 2014 populace stoupla o 6,2 %.
| Rok            | 1961 | 1972 | 1983 | 1995 | 2001 | 2003 | 2004 | 2005 | 2006 | 2007 | 2008 | 2009 | 2010 | 2011 | 2012 | 2013 | 2014 |
| -------------- | ---- | ---- | ---- | ---- | ---- | ---- | ---- | ---- | ---- | ---- | ---- | ---- | ---- | ---- | ---- | ---- | ---- |
| Počet obyvatel | 321  | 295  | 307  | 212  | 215  | 225  | 222  | 237  | 270  | 296  | 316  | 336  | 367  | 443  | 489  | 534  | 567  |